# Gare de Lutzelbourg
Gare de Lutzelbourg – przystanek kolejowy w Lutzelbourgu, w departamencie Mozela, w regionie Grand Est, we Francji.
Jest przystankiem kolejowym Société nationale des chemins de fer français (SNCF), obsługiwanym przez pociągi TER Alsace i TER Lorraine.